# 七溝站
七溝站（：／ Ch'ilgol yŏk */?）是位于朝鮮民主主義人民共和國平壤萬景臺區域的一個鐵路車站。平南線經過。

## 历史
- 1934年2月11日，落成启用[2]。

## 邻近车站
平壤 - 七溝 - 大平